# Blog educativo
Un blog educativo o edublog es un blog creado con propósitos educativos. Brinda apoyo, al estudiante de un autor y al educador, en el proceso de aprendizaje, facilitando la reflexión, el cuestionamiento de sí mismo y de los otros y la colaboración, proporcionando contextos para el ejercicio del pensamiento de orden superior. El uso de los edublogs se incrementó cuando, al simplificarse su arquitectura, los profesores percibieron su potencial educativo como recurso en línea. El uso de blogs se ha popularizado en instituciones educativas como universidades y escuelas públicas. Los blogs pueden ser herramientas útiles para compartir información y consejos entre varios colaboradores, proporcionando información para estudiantes, o manteniendo contacto con sus padres. Entre los ejemplos más comunes se encuentran los blogs escritos por o para profesores con el propósito de instrucción en el aula o sobre política educativa.  Los educadores que desarrollan un edublog son denominados edubloggers.

## Historia
La evolución histórica de los edublogs no difiere en lo referente a su evolución técnica y difusión de la evolución del blog. Aunque su uso en el ámbito educativo es relativamente reciente por lo que nos encontramos con una escasez de documentos que muestren de forma específica la historia de los blogs educativos o edublogs. Sin embargo, es posible tener en cuenta las distintas formas de crear un blog y llevarlo al ámbito educativo con distintos objetivos.
Los primeros profesores en experimentar con blogs surgen en el ámbito anglosajón aunque el mayor impulso al concepto edublogs dentro del ámbito académico vino desde la Universidad de Harvard con figuras como la de Dave Winer.

## Objetivos del blog educativo
Como cualquier otra herramienta educativa, el blog se crea con la intención de facilitar el proceso de enseñanza-aprendizaje. Por ello, los objetivos principales por los cuales se hace uso del blog son los siguientes:
- Fomentar la competencia lingüística, puesto que se desarrolla la comprensión y la expresión escrita.
- Desarrollar la capacidad crítica y de reflexión.
- Hacer uso de las Tecnologías de la información y la comunicación en el ámbito educativo.
- Fomentar el trabajo colaborativo a través del intercambio de información.
- Ofrecer un método educativo más atractivo, para la motivación del alumnado.

## Características generales de los blogs
Todos los blogs en general, incluidos los blogs educativos, poseen una serie de características que los identifican: con respecto a  hipermedia (se entiende por hipermedia todos aquellos procedimientos que se utilizan para diseñar contenidos) los blogs pueden contener textos, imágenes, animaciones, vídeos; poseen una interfaz para administrar todos esos contenidos que permite un uso sencillo a la hora de escribir, borrar y editar el material; poseen herramientas de búsqueda;  para organizar el contenido utilizan palabras clave y etiquetas; los usuarios pueden aportar comentarios en los espacios habilitados para ello; poseen enlaces inversos o trackback; permiten incluir recursos multimedia de la Web 2.0. Estos elementos definen las características generales de los blogs.
Asimismo, cabe destacar que en los blogs las anotaciones aparecen ordenadas cronológicamente (lo más reciente arriba) y permiten la realimentación. Un blog requiere poco o ningún conocimiento sobre la codificación HTML, ni sobre ningún lenguaje o programa. Esto es algo común a las herramientas de la Web 2.0. 
Muchos sitios de uso libre (sin costo) permiten crear y alojar blogs, como por ejemplo Blogger.

## Tipos de blogs educativos
Podemos distinguir dos grupos de blogs educativos: los blogs pedagógicos y los didácticos. Mediante los blogs pedagógicos se pretende formar a los alumnos facilitándoles el acceso a información, recursos y contenidos elaborados por expertos mediante una presentación comprensible. Los blogs didácticos persiguen educar construyendo objetivos y contenidos tanto por parte del docente como por  del alumno y presentándose accesibles para docentes, alumnos y familias. 
Además, dentro del ámbito educativo, se podrían clasificar en dos tipos completamente opuestos: por un lado, el blog institucional, que muestra información relevante de un centro educativo concreto (profesorado, actividades extraescolares, proyectos que recoge, imágenes del centro, etc.), el cual no puede ser modificado por nadie que no sea el creador de dicho blog; y, por otro lado, el blog de aula, mediante el cual, el profesorado, el alumnado y las familias pueden ofrecer información, recibirla y estar en contacto continuamente. 
Otros tipos de edublogs catalogados son: el blog del alumno, el blog creativo multimedia, de gestión de proyectos de grupo, de publicación electrónica y guía de navegación. En el caso del blog del alumno, se convierte en una especie de diario personal. El blog creativo multimedia es un espacio donde compartir creaciones referentes a distintos campos y a través de distintos medios. El de gestión de proyectos funciona como un espacio colaborativo. Los de publicación electrónica se utilizan como recurso para crear un periódico escolar, monografías o revistas digitales. Y los guía de navegación recogen noticias, sitios y aportaciones de interés.
Finalmente están los blogs de docentes especializados en una temática y con conocimientos de marketing que crean sus propias webs para compartir con los usuarios de forma gratuita, temarios, consejos, recursos, ejercicios... para que los alumnos puedan reforzar sus conocimientos.

## Organización de un blog educativo
Para la consecución de la correcta organización de un blog educativo es fundamental tener en cuenta aspectos como son:
- Saber a quien va dirigido (el destinatario), pues en su mayoría suelen ser estudiantes de diferentes niveles educativos y el contenido debe ajustarse.
- Tener una finalidad, es decir, saber qué se quiere transmitir o enseñar.
- Metodología adecuada, pues previamente se debe conocer la manera en la que se va a desarrollar.
- Temporalización, es decir, establecer previamente su duración.
- Lugar donde se va a desarrollar (localización), ya que se puede trabajar en diferentes contextos como son la casa, la escuela, etc.
- La manera en la que se va a evaluar, ya que el docente deberá establecer los objetivos que los estudiantes deberán alcanzar a través del blog educativo.[13]

## Ventajas de uso de blogs educativos
El uso de blogs en los sistemas educativos aportan una serie de ventajas determinadas por las posibilidades que estos nos ofrecen. Así podríamos[¿quién?] decir que:
- Son una herramienta de fácil manejo (no necesita ningún programa específico para su creación).
- El material aparece ordenado de forma cronológica o temática (facilitando su consulta).
- Permite incluir recursos multimedia (hace más fácil de comprender y más atractiva la información).
- Potencian el trabajo colaborativo.[15]
- Estimulan a los estudiantes para crear su propio material (textos, vídeos, imágenes).
- Permite a los alumnos que no han asistido a clase obtener información sobre los contenidos tratados evitando el retraso en su aprendizaje.
- Amplían el entorno educativo fuera del aula.
- Son una herramienta que posibilita la comunicación con toda la comunidad educativa.
- La posibilidad de utilizar plantillas predefinidas para su diseño permite centrarnos en los contenidos y la comunicación.

Otros autores destacan una serie de ventajas específicas relacionadas con el uso de blogs en el ámbito educativo como: ayudan al alumno a convertirse en experto, provocan que el interés por el aprendizaje aumente y ofrecen a los estudiantes cauces reales de participación.

Asimismo, gracias a los blogs educativos se pueden evaluar de una manera fácil y rápida:
• Redacción y calidad de la escritura.
• Nivel de análisis y crítica del tema tratado
• Capacidad de trabajo en grupo
• Manejo de nuevas tecnologías
• Capacidad de implementación de pluggins

• Capacidad de subir artículos a la red

## Desventajas en el uso de blogs educativos
El uso incorrecto de los blogs educativos también puede provocar una serie de perjuicios o desventajas para todo aquel que los utilice. Algunas de ellas son:
- El docente debe actuar como guía, ya que por sí solo, el blog educativo no desarrolla un aprendizaje significativo.
- En ocasiones no se es consciente de que debe fomentar el aprendizaje autónomo, por lo que el docente debe llevar a cabo un seguimiento del trabajo realizado.
- Abusar del corta y pega en el momento de crear algún artículo.

## Uso de edublogs en los diferentes niveles educativos
En la educación primaria, los blogs se utilizan comúnmente para que los alumnos puedan acceder a recursos educativos como juegos, ejercicios, vídeos, fichas o mapas elaborados de una manera sencilla y accesible para las capacidades de esos alumnos. Encontramos blogs de diferentes áreas de conocimiento impartidas en este nivel educativo. Sucede lo mismo en el caso de la Enseñanza Secundaria Obligatoria (ESO). 
En el caso de la Enseñanza Universitaria los blogs se utilizan con diferentes fines: como plataforma de trabajo para los estudiantes de doctorado, grupos de investigación, difusión de trabajos, publicación de noticias de interés o como punto de encuentro.
Independientemente de la etapa educativa en la que se trabaje, se pueden distinguir diversas actividades que se pueden llevar a cabo  mediante el blog:
- Individuales: diarios en los que se ofrezca información de diversa índole e introducción de imágenes, vídeos o audios relacionados con la misma. Además, se pueden realizar test interactivos para conocer el grado de consecución de los objetivos propuestos.
- Grupales: en este caso, las actividades colaborativas son variadas, pues se pueden realizar debates de diferentes temáticas, consultar dudas entre compañeros, e incluso comentar cualquier tipo de información aportada al blog.